# Nordische Skiweltmeisterschaften 1929/Teilnehmer (Tschechoslowakei)
Die Tschechoslowakei wurde bei den 6. Nordischen Skiweltmeisterschaften, die vom 5. bis 10. Februar 1929 in Zakopane in Polen stattfanden, von Skiläufern beider von der FIS anerkannten tschechoslowakischen Skiverbände, dem SL RČS der Tschechen wie auch dem HDW der deutschsprachigen Minorität vertreten.

## Teilnehmer des Tschechoslowakischen Skiverbandes
| Goldmedaillen | Silbermedaillen | Bronzemedaillen |
| ------------- | --------------- | --------------- |
| —             | —               | —               |

Die tschechischen Teilnehmer traten vorwiegend in den Skilanglaufwettbewerb an und erzielten dort auch ihre besten Resultate. Nennenswert sind die Ränge 10 und 12 von Josef Německý und František Fišera über 50 km sowie die Plätze 11 und 12 von Fišera und Josef Feistauer über 18 km.
Im nicht zur Weltmeisterschaft zählenden Militärpatrouillenlauf erreichte die tschechoslowakische Mannschaft den vierten Endrang. Die tschechoslowakische Patrouille wurde sowohl von Soldaten die in ihrem Zivilleben dem tschechischen SL RČS als auch dem deutschböhmischen HDW angehörten gebildet.
Im alpinen Abfahrtslauf, der ebenso wie der Skilanglauf der Frauen über 7 km von der FIS nicht ins offizielle Programm aufgenommen wurde, konnte sich als einziger Vertreter des Svaz lyžařů Kamil Brabec auf dem 16. Rang platzieren.
Ein überraschend gutes Ergebnis erreichte im Skilanglauf der Frauen hingegen Bela Friedländerová-Havlová mit dem zweiten Platz, wenngleich auch mit einem Abstand von etwa drei Minuten hinter der überlegen siegreichen Polin Bronisława Staszel-Polankowa.

### Männer
| Sportler         | Verein                  | Skilanglauf 18 km | Skilanglauf 50 km | Skispringen K-60 | N. Komb. 18 km / K-60 | Ski Alpin Abfahrt | Patrouille 28 km |
| ---------------- | ----------------------- | ----------------- | ----------------- | ---------------- | --------------------- | ----------------- | ---------------- |
| Antonín Bartoň   | Vysoké nad Jizerou      | –                 | –                 | –                | –                     | –                 | 4.               |
| Kamil Brabec     |                         | –                 | –                 | –                | –                     | 16.               | –                |
| Alexander Civrný |                         | –                 | –                 | 36.              | –                     | –                 | –                |
| Josef Feistauer  |                         | 12.               | –                 | –                | –                     | –                 | –                |
| František Fišera |                         | 11.               | 12.               | –                | –                     | –                 | –                |
| Adolf Hnyk       |                         | –                 | –                 | 39.              | 23.                   | –                 | –                |
| Bohuslav Kadavý  |                         | –                 | –                 | 33.              | 30.                   | –                 | –                |
| Fred Kolářík     |                         | –                 | –                 | DNF              | –                     | –                 | –                |
| Vilém Kožnárek   | SK Moravská Slavia Brno | 17.               | –                 | –                | –                     | –                 | –                |
| Josef Kudecka    |                         | –                 | 19.               | –                | –                     | –                 | –                |
| Josef Kulka      |                         | 27.               | 19.               | –                | –                     | –                 | –                |
| Bořivoj Německý  |                         | –                 | –                 | –                | DNF                   | –                 | –                |
| Josef Německý    | SK Nové Město na Moravě | 14.               | 10.               | –                | –                     | –                 | –                |
| Otakar Německý   | SK Nové Město na Moravě | –                 | DNS               | –                | –                     | –                 | 4.               |
| Vladimir Novák   |                         | DNS/F             | –                 | –                | –                     | –                 | –                |
| Vítězslav Pech   |                         | –                 | –                 | 26.              | –                     | –                 | –                |
| Bohuslav Slonek  | SK Nové Město na Moravě | 15.               | 15.               | –                | –                     | –                 | –                |
| Leoš Stehlik     |                         | 18.               | 26.               | –                | –                     | –                 | –                |
| Rudolf Vrána     |                         | –                 | –                 | DNF              | –                     | –                 | –                |
| Karl Wondrak     |                         | –                 | –                 | DNF              | –                     | –                 | –                |

### Frauen
| Sportler                    | Verein | Skilanglauf 7 km |
| --------------------------- | ------ | ---------------- |
| Bela Friedländerová-Havlová |        | 2.               |
| Olga Kozáková               |        | 15.              |
| ? Marklová                  |        | DNS              |
| ? Německá                   |        | DNS              |
| Marie Richtrová             |        | 13.              |

## Teilnehmer des Hauptverbandes Deutscher Wintersportvereine
| Goldmedaillen | Silbermedaillen | Bronzemedaillen |
| ------------- | --------------- | --------------- |
| —             | —               | —               |

Die Vertreter des HDW meldeten beinahe schon traditionell vermehrt für das Spezial-Skispringen und die Nordische Kombination. Die mit Abstand besten Leistungen im Sprunglauf von der Wielka Krokiew (K-60) erbrachten Rudolf Burkert und Wolfgang Glaser mit den Rängen 11 und 15. Die deutschböhmischen Spitzensportler Wilhelm Dick und Franz Wende waren für den Wettbewerb gemeldet, scheinen jedoch in den Ergebnislisten nicht auf. Überhaupt hatten der HDW mit 21(!) gemeldeten Springern sein Kontingent in dem insgesamt nur für 60 Skispringer zugelassenen Wettbewerb überreizt, so dass eventuell auch eine interne Vorauswahl bzw. -qualifikation möglich scheint. In der Nordischen Kombination belegten Burkert und Albert Ettrich als beste Vertreter des HDW die etwas enttäuschenden Ränge 17 und 18.
Weitaus besser lief es für die Deutschböhmen hingegen im quantitativ schwach besetzten Skilanglauf. Hier errang der Riesengebirgler Franz Donth mit dem 9. Platz über 18 km und dem 8. Rang über 50 km zwei Plätze im Spitzenfeld.
Im Skilanglauf der Frauen kamen Hede Niemetz und Ingeborg Renner, beide aus dem mährischen Hannsdorf, auf die Plätze 9 und 16. Der einzige Teilnehmer im alpinen Abfahrtslauf, Edgar Hauner, belegte den 19. Platz.

### Männer
| Sportler          | Verein                      | Skilanglauf 18 km | Skilanglauf 50 km | Skispringen K-60 | N. Komb. 18 km / K-60 | Ski Alpin Abfahrt | Patrouille 28 km |
| ----------------- | --------------------------- | ----------------- | ----------------- | ---------------- | --------------------- | ----------------- | ---------------- |
| ? Ackermann       |                             | –                 | –                 | –                | –                     | –                 | 4.               |
| Karl Aichinger    |                             | –                 | –                 | 32.              | –                     | –                 | –                |
| Franz Banyasz     |                             | –                 | –                 | DNS              | –                     | –                 | –                |
| Franz Bujak       | Karpathenverein Käsmark     | –                 | DNF               | DNS              | DNF                   | –                 | –                |
| Rudolf Burkert    | Polaun                      | –                 | –                 | 11.              | 17.                   | –                 | –                |
| Wilhelm Dick      | Skiclub Christiania Weipert | –                 | –                 | DNS              | –                     | –                 | –                |
| Franz Donth       | Skiklub Rochlitz            | 9.                | 8.                | –                | –                     | –                 | –                |
| Albert Ettrich    | WSV Auptatal-Petzer         | –                 | –                 | DNS              | 18.                   | –                 | –                |
| Wolfgang Glaser   | Hohenelbe                   | –                 | –                 | 15.              | –                     | –                 | –                |
| Walter Hain       | DTV Grünwald                | –                 | –                 | DNF              | 38.                   | –                 | –                |
| Edgar Hauner      |                             | –                 | –                 | –                | –                     | 19.               | –                |
| Otto Hauser       |                             | –                 | 23.               | –                | 31.                   | –                 | –                |
| Franz Machatschek | Teschen                     | 34.               | –                 | –                | –                     | –                 | –                |
| Karl Machatschek  | Teschen                     | –                 | –                 | –                | DNF                   | –                 | –                |
| ? Meergans        |                             | –                 | –                 | DNS              | –                     | –                 | –                |
| Alfred Möhwald    |                             | –                 | –                 | –                | DNS/F                 | –                 | –                |
| ? Möhwald         |                             | –                 | –                 | –                | –                     | –                 | 4.               |
| Wilhelm Möhwald   |                             | –                 | –                 | –                | DNS/F                 | –                 | –                |
| Paul Novak        | Karpathenverein             | –                 | –                 | DNS              | DNF                   | –                 | –                |
| Erwin Priebsch    | Gablonz                     | –                 | –                 | 41.              | 29.                   | –                 | –                |
| Franz Wende       | WSV Aupatal-Freiheit        | –                 | –                 | DNS              | –                     | –                 | –                |
| ?                 |                             | –                 | DNS               | –                | –                     | –                 | –                |

### Frauen
| Sportler        | Verein         | Skilanglauf 7 km |
| --------------- | -------------- | ---------------- |
| Anikó Eleöd     |                | DNS              |
| Klara Hensch    | Karpatenverein | DNS              |
| Eva Kegel       | Karpatenverein | DNS              |
| Hede Niemetz    | WSV Hannsdorf  | 9.               |
| Ingeborg Renner | WSV Hannsdorf  | 16.              |
| ? Thern         | Karpatenverein | DNS              |

## Legende
- DNS = Did not start (nicht gestartet)
- DNF = Did not finish (nicht beendet bzw. aufgegeben)
- DNS/F = Did not start oder Did not finish (unklar ob nicht gestartet oder nicht beendet)